# Poirets Berberitze
Poirets Berberitze (Berberis poiretii) ist eine Pflanzenart aus der Gattung der Berberitzen (Berberis) in der Familie der Berberitzengewächse (Berberidaceae). Die Artbezeichnung ehrt den französischen Botaniker Jean Louis Marie Poiret.

## Beschreibung
Poirets Berberitze ist ein sommergrüner (laubabwerfender) bis 1–2 Meter hoher zierlicher Zwergstrauch oder Strauch. Die Zweige sind überhängend, rötlichbraun und kantig, die Dornen meist einteilig bis 1 Zentimeter lang oder fehlend. Die fast sitzenden, spitzen bis zugespitzten, stachelspitzigen Laubblätter sind verkehrt-eilanzettlich, bis 4 Zentimeter lang, weitnervig, meist ganzrandig oder mit wenigen stacheligen Zähnen und unterseits heller. Die im Mai erscheinenden Blüten sind leuchtend gelb und stehen zu 11 bis 18 in lockeren Trauben. Die länglichen Früchte, Beeren mit Narbenresten sind rot und bis 9 Millimeter lang.
Die Chromosomenzahl beträgt 2n = 24.

## Vorkommen
Die Heimat von Poirets Berberitze liegt in Nordost-China, der Mongolei, Ost-Sibirien und Korea.
Die Art gedeiht in China in den Provinzen Hebei, Jilin, Liaoning, Nei Mongol, Qinghai, Shaanxi und Shanxi in Höhenlagen von 600 bis 2300 Metern Meereshöhe.

## Verwendung
Wie viele andere Berberitzen findet auch diese Art als Zierstrauch Verwendung.